# Konrad Graber

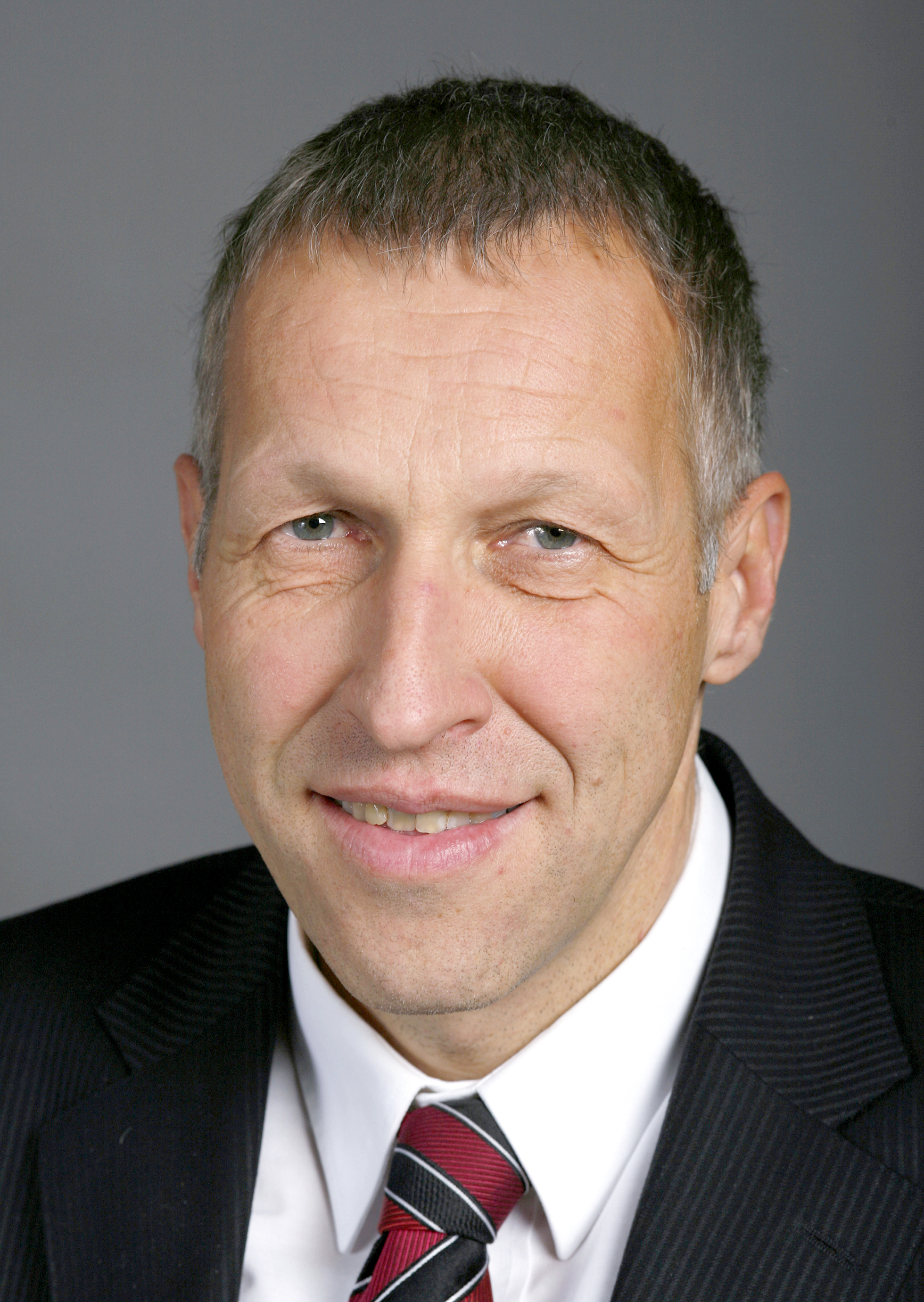
Konrad Graber (2007)

Konrad Graber (* 24. Juli 1958 in Luzern; heimatberechtigt in Grossdietwil und Kriens) ist ein Schweizer Politiker (CVP).

## Biografie
Konrad Graber war von 1985 bis 1989 in der Legislative seiner Wohngemeinde Kriens vertreten. 1987 wurde er in den Grossen Rat (heute: Kantonsrat) des Kantons Luzerns gewählt, dem er bis 2007 angehörte. Von 1997 bis 2001 amtete er als Präsident der kantonalen CVP. Bei den Parlamentswahlen 2007 wurde er als Vertreter des Kantons Luzern im zweiten Wahlgang in stiller Wahl in den Ständerat gewählt und trat 2019 aus diesem zurück. Zudem ist er Mitglied der 2013 auf Initiative der Getränkehersteller gegründeten Lobbygruppe für Süssgetränke IG Erfrischungsgetränke.
Konrad Graber arbeitet als Wirtschaftsprüfer, war bis Frühjahr 2023 VR-Präsident der Emmi AG und war langjähriger Verwaltungsrat der CSS Versicherung. Er ist verheiratet, wohnt in Kriens und bekleidete in der Schweizer Armee den Rang eines Fachoffiziers.